# Mungo Park

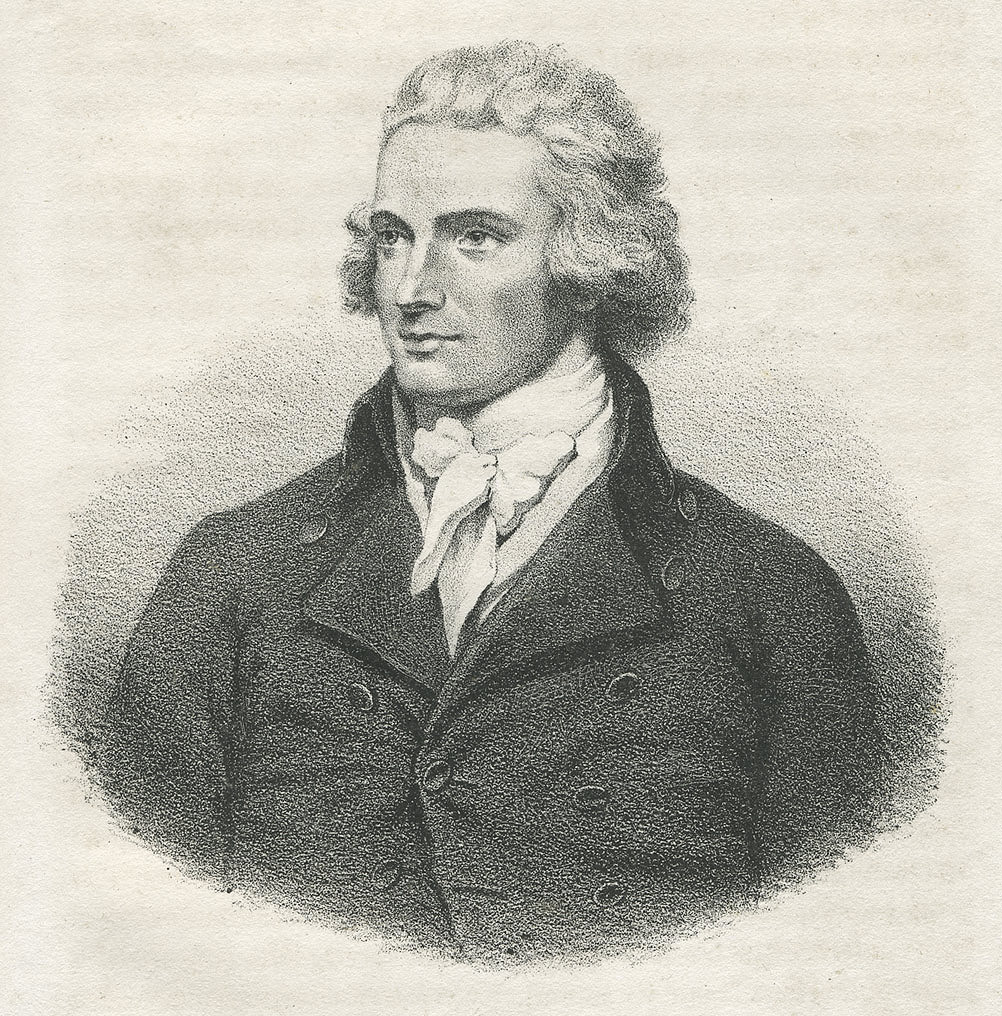
Mungo Park

Mungo Park (n. 11 septembrie 1771 in Foulshiels la Selkirk, Scoția; d. † ianuarie/februarie 1806 la Bussa, Nigeria) a fost un explorator britanic care intre anii (1795–1797 si 1805–1806) a condus două expediții de cercetare pe cursul fluviului Gambia și Niger. Prima călătorie lui în Africa, este finanțată de African Association, Mungo cade prizonier însă reușește să evadeze. El supraviețuiește mulțumită ajutorului unui african. Jurnalul de călătorie publicat sub numele Travels în the Interior of Africa are un succes răsunător. A două lui expediție pe valea lui Niger este finanțată de statul englez, Mungo moare în anul 1806 în Africa.